# 孟彦甫
孟彦甫，金朝云内州（今内蒙古自治区呼和浩特土默特左旗西北）人。
孟彦甫以明法在金朝担任西北路招讨司知事。曾对判死刑的百余人怀疑量刑不当，执意不没有处决，后进行三天调查，得实，将他们全部释放。其子孟鹤、其孙孟泽民，都是金朝进士。孟泽民之子孟攀鳞。